# Le Grand (Iowa)
Le Grand è un comune degli Stati Uniti d'America, situato nello Stato dell'Iowa, diviso tra la contea di Marshall e la contea di Tama.